# Sied van Riel
Sied van Riel (ur. 7 maja 1978 roku w Spijkenisse) – holenderski Dj i producent muzyczny. Pochodzi z Rotterdamu, jednak mieszka w Spijkenisse.  Prowadzi swoją autorską audycję radiową, której kolejne epizody wydawane są w 2 i 4 poniedziałek każdego miesiąca. Niedawno ukazała się druga komplikacja wyprodukowana przez muzyka. In Riel Time 2 wypromowano na początku lata 2010 roku. Artysta pracuje nad swoim pierwszym studyjnym albumem, który jak sam podkreśla swoją premierę będzie miał pod koniec 2010 roku.

## Dyskografia

### Single
- Fearless (2006)
- My Dreams (2006)
- Changing Places (2007)
- Sigh (2007)
- Dirty Volum (feat. Marius Andresen, Dimitri de Wit) (2008)
- Closer To You (2008)
- Contrasts (2008)
- Malibeer (2008)
- With The Flame In The Pipe (2008)
- Minimal Symphony (2008)
- One / Two (2008)
- Riel people (2008)
- Riel people Know (2008)
- Rush (2008)
- What You Want (2008)
- You Are My Dreams (2008)
- Mongoosed (2009)
- Sunrise (2009)
- All Rise (2009)
- All I Need / 12 Hz (2010)
- Dark Star (2010)
- Radiator (2010)
- Serendipity (feat. Ummet Ozcan) (2010)
- Audio 52 (2011)
- DC4AM (2012)
- Tunnel Vision (2012)

### Remixy
- Corydalics - Along Overmind (2006)
- Airbase - Sinister (2006)
- Jonas Steur - Level Up (2007)
- Robert Gitelman & Michael Tsukerman - Memories Of The Future (2007)
- Adam White - Never Tell What You Think (2007)
- Miika Kuisma - One Step Behind The Mankind (2007)
- Misja vs Jazper - Project: Project (2007)
- B.E.N. vs Digital Nature Feat. Brandon A. Godfrey - Save Me God (2007)
- Amex - Spirals (2007)
- Leon Bolier - Summer Night Confessions (2007)
- Destination X - Dangerous (2008)
- Claudia Cazacu - Elite (2008)
- Offer Nissim Feat. Maya - For Your Love (2008)
- Ashley Wallbridge Feat. Meighan Nealon - I Believe (2008)
- Jose Amnesia Feat. Jennifer Rene - Invincible (2008)
- Glenn Frantz - Melbourne (2008)
- Trebbiano - Mulberry Harbour (2008)
- Alex M.O.R.P.H. - Walk The Edge (2008)
- Artic Quest Feat. Anita Kelsey - Your Smile (2008)
- Blank & Jones - Where You Belong (2008)
- Armin van Buuren Feat. Jennifer Rene - Fine Without You (2009)
- Store N Forward - Hello World (2009)
- Carl B - How Things Could Have Been (2009)
- Cosmic Gate Feat. Emma Hewitt - Not Enough Time (2009)
- Sean Tyas - I Remember Now (2009)
- Ferry Corsten - Shanti (2009)
- Jesse Voorn - 4 Music 4 Life (2009)
- Richard Durand - Silver Key (2009)

### Komplikacje
- In Riel Time (2009)
- In Riel Time 2 (2010)